# Renate Csörgits

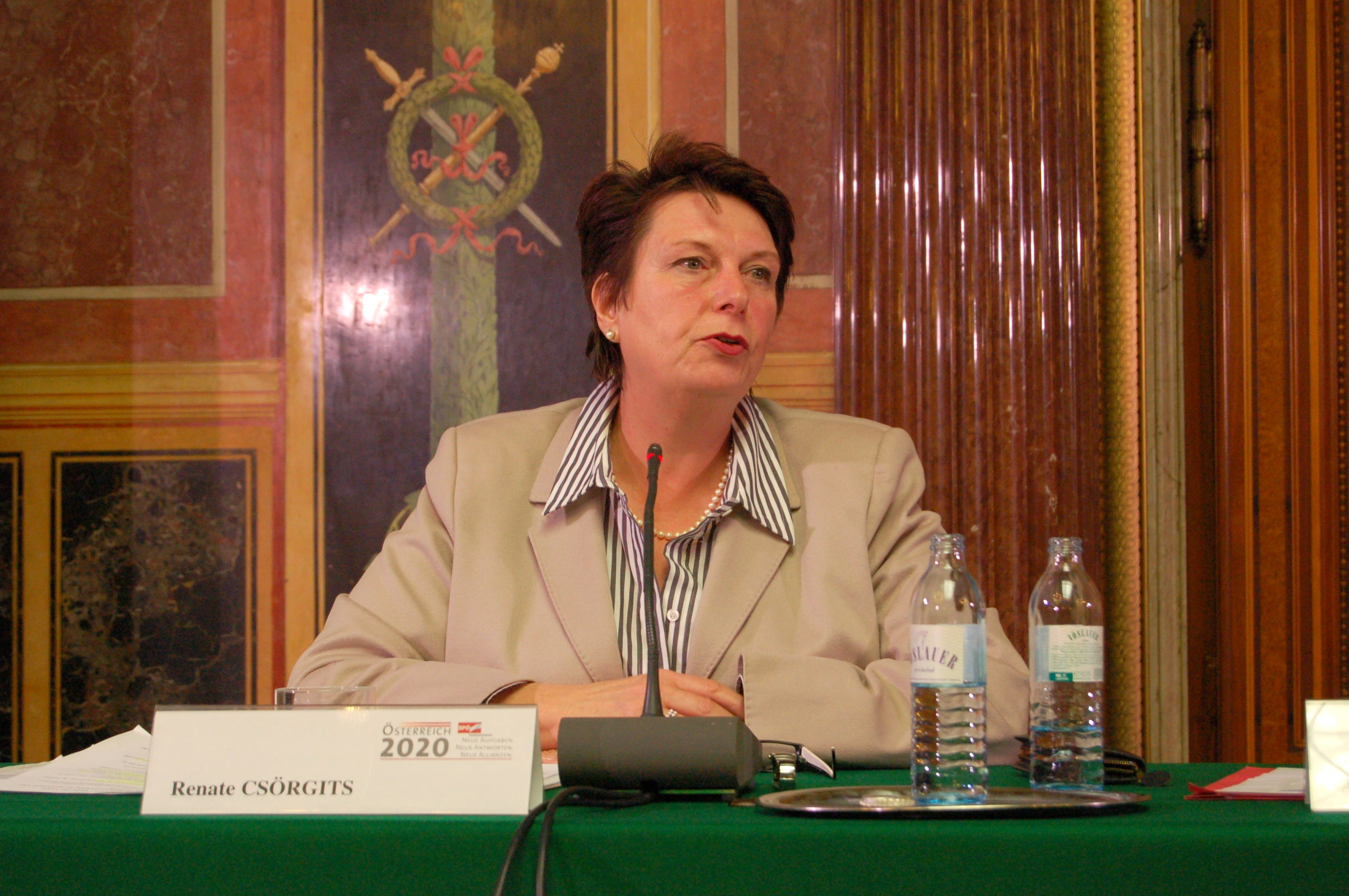
Renate Csörgits 2010

Renate Csörgits (* 23. November 1954 in Wien) ist eine österreichische Politikerin (SPÖ), ehemalige Abgeordnete zum Österreichischen Nationalrat und ehemalige Bundesfrauenvorsitzende des ÖGB.

## Ausbildung und Beruf
Renate Csörgits besuchte zwischen 1961 und 1965 die Volksschule und absolvierte danach bis 1969 die Hauptschule. 1972 schloss sie die Handelsschule ab. 1977 bis 1978 besuchte sie die Sozialakademie der Kammer für Arbeiter und Angestellte und holte 1987 ihre Berufsreifeprüfung (Rechtswissenschaften) nach. Nach dem Abschluss der Handelsschule arbeitete Csörgits ab 1972 als administrative Mitarbeiterin der Gewerkschaft der Privatangestellten (GPA). 1980 wurde sie zur Leiterin der Frauenabteilung der GPA befördert. Diese Funktion übte Csörgits bis 1999 aus.

## Politische Laufbahn
Renate Csörgits ist seit 1984 Kammerrätin an der Kammer für Arbeiter und Angestellte in Wien. Daneben engagiert sie sich in der Frauenorganisation des ÖGB, in der sie ab 1995 Vorsitzende-Stellvertreterin war, von 1999 bis 2009 übte sie das Amt der Bundesfrauenvorsitzende des ÖGB aus. Zwischen 1999 und 2007 war sie zudem Vizepräsidentin des ÖGB. 2000 wurde sie zudem in den Bundesparteivorstand der SPÖ und zur Stellvertretenden Parteivorsitzenden der SPÖ gewählt.
Csörgits war von 2001 bis 2013 Abgeordnete zum Nationalrat. Sie wurde bei den Nationalratswahlen 2008 über den Bundeswahlvorschlag der SPÖ wiedergewählt. Csörgits war von 2007 bis 2008 Obfrau im Ausschuss für Arbeit und Soziales.
In der Legislaturperiode bis 2013 war sie Mitglied in folgenden Ausschüssen: Hauptausschuss, Ständiger Unterausschuss des Hauptausschusses, Außenpolitischer Ausschuss, Ausschuss für Arbeit und Soziales, Ausschuss für Menschenrechte, Gesundheitsausschuss, Gleichbehandlungsausschuss.

## Auszeichnungen
- 2011: Großes Silbernes Ehrenzeichen mit dem Stern für Verdienste um die Republik Österreich[2]